# Rivne
Rivne (ukrainsk: Рівне, tr. Rivne; polsk: Równe; russisk: Ровно, tr. Rovno) er en historisk by i det vestlige Ukraine i den historiske region Volhynien. Rivne har 245.289 (2021) indbyggere og er det administrative centrum i Rivne oblast, samt den omkringliggende Rivne raion inden for oblasten.
Rivne er et vigtigt transportknudepunkt med Rivne Internationale Lufthavn og togforbindelser til Zdolbuniv, Sarny og Kovel samt motorvejforbindelse til Brest, Kyiv og Lviv.

## Historie
I 1492 gav kong Kasimir 4. Jagiellon af Polen byrettigheder. Równe (nu Rivne) var en privat by tilhørende de polske magnatefamilier Ostrogski og Lubomirski. Fra det 16. århundrede hørte byen administrativt til voivodskabet wołyńskie (dansk: Volhynien) i Kongeriget Polen. Byen blev beslaglagt af Rusland i Polens 2. deling i 1793. Efter at Polen genvandt uafhængighed i 1918 og vandt i den polsk-sovjetiske krig i 1919-1921, vendte Równe tilbage til Polen. Under 2. verdenskrig blev Równe besat af Sovjetunionen og Nazi-Tyskland. Under Nazitysklands besættelse i 1941-1944 blev gjort til hovedstad i Reichskommissariat Ukraine. Efter krigen blev byen taget væk fra Polen og indarbejdet i Sovjetunionen.

## Galleri
- Hovedbanegård
- Sankt Antonius Kirke
- Polsk krigskirkegård
- Museum

## Personer
- Evdokimov Jaroslav Oleksandrovitj (ukrainsk: Євдокимов Ярослав Олександрович, tr. Evdokimov Jaroslav Oleksandrovitj) er en ukrainsk barytonsanger.Han blev født 22. november, 1946 i Grod Rivne, Ukraine[1].